# Puente del Alamillo
Puente del Alamillo (česky by název bylo možné přeložit asi jako Alamillský most) je most v Seville, ve Španělsku. Překonává řeku Guadalquivir. Most je to zavěšený, železobetonový. Dlouhý je 250 m, z toho 200 m má délku mostní pole, jež je pomocí 26 lan zavěšené na 142 m vysokém pylonu.
Vybudován byl mezi lety 1989 a 1992, jeho architektem je Santiago Calatrava. Spojuje ostrov La Cartuja, na kterém se konala výstava Expo '92, s pevninou. Původně zdě měly stát mosty dva, avšak vzhledem k finančním problémům mohl být realizován pouze tento.

## Galerie

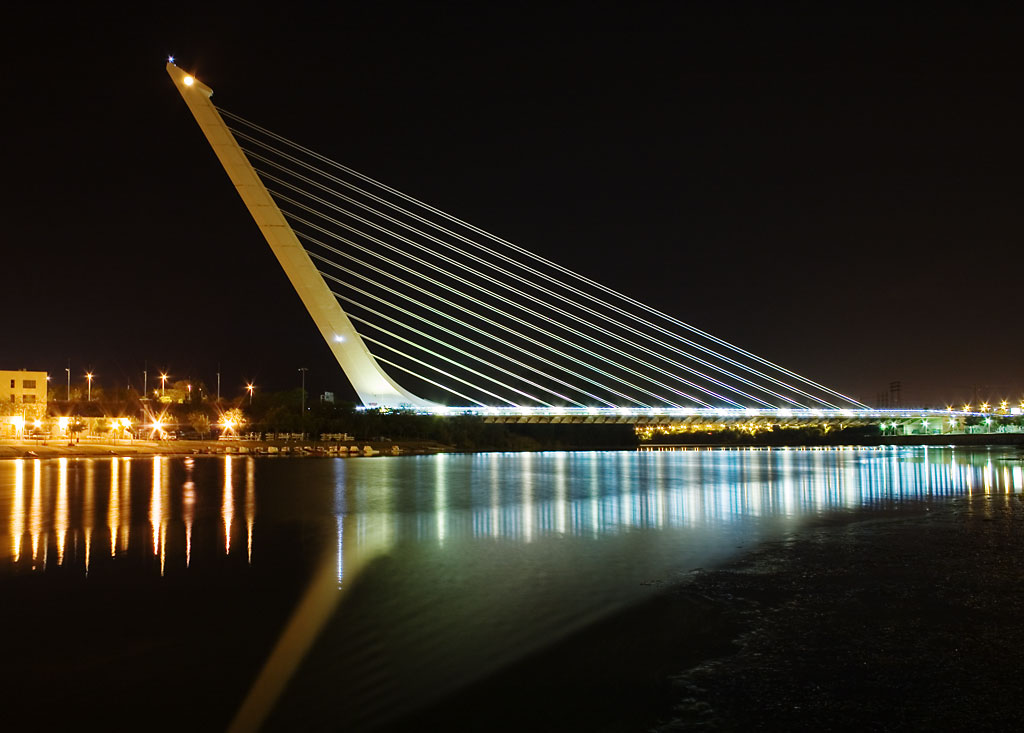
Puente del Alamillo v noci